# Maceda rotundimacula
Maceda rotundimacula är en fjärilsart som beskrevs av W. Warren 1912. Maceda rotundimacula ingår i släktet Maceda och familjen trågspinnare. Inga underarter finns listade i Catalogue of Life.